# Palazzo della Borsa (Genova)
Il Palazzo della Nuova Borsa Valori è un edificio storico di Genova, sito in piazza De Ferrari, noto anche come Palazzo della Borsa.
Realizzato dagli ingegneri Dario Carbone e Amedeo Pieragostini, ha un'architettura che ricalca lo stile neo-cinquecentesco, mentre gli interni, opera di Adolfo Coppedè, si ispirano allo stile Liberty.
L'architettura e le decorazioni dovevano rendere evidenti la potenza finanziaria che il mercato genovese, per l'elevato volume di affari, esprimeva agli inizi del '900, quando era la prima borsa italiana.

## Storia

### La borsa prima del Palazzo della Nuova Borsa

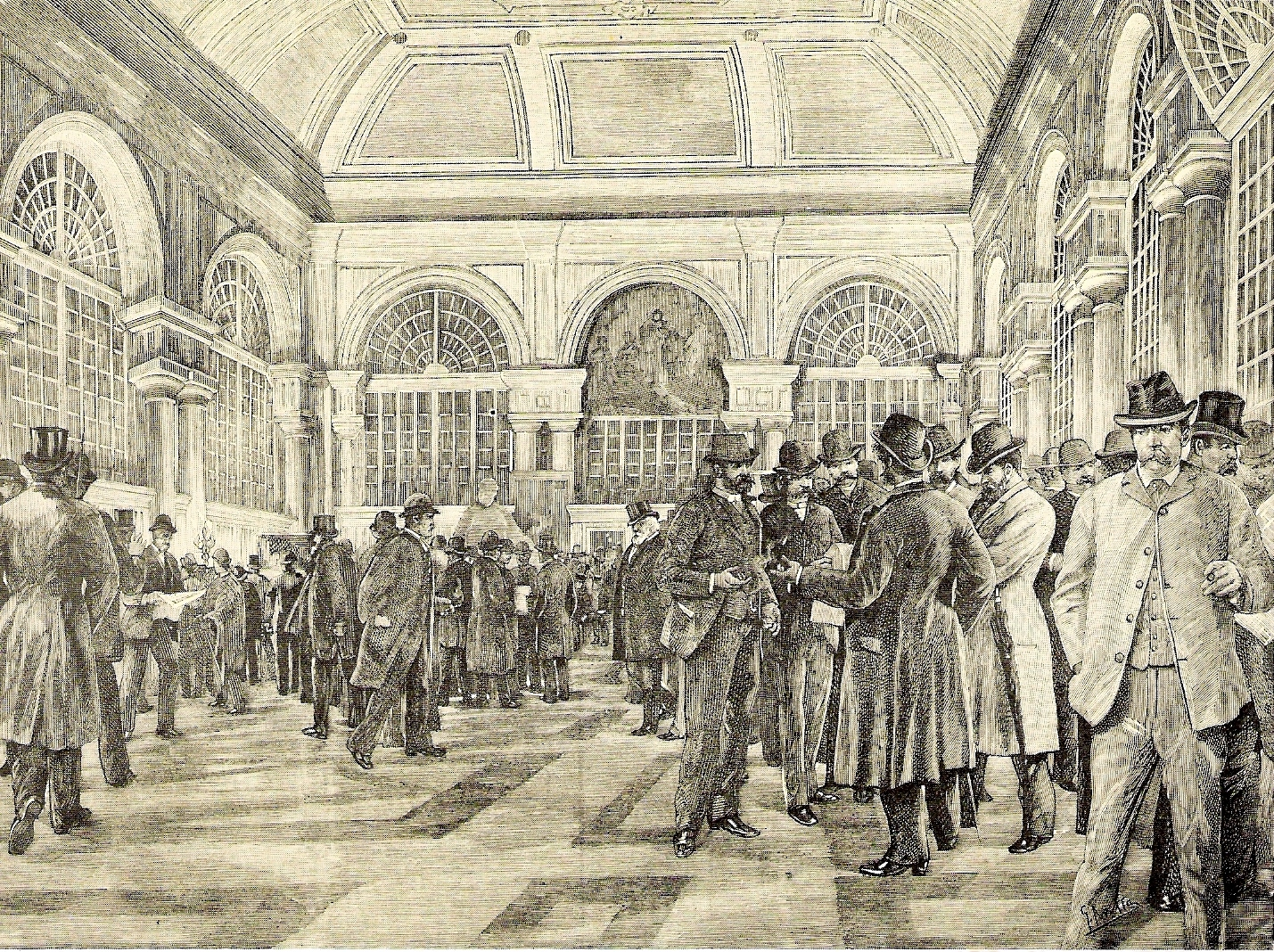
Incisione raffigurante l'interno della loggia nel XIX secolo

Genova ha un'antica storia per l'attività degli scambi commerciali. Nell'età medioevale e dei comuni, gli scambi avvenivano nella Piazza di Banchi, così detta per via dei banchi installativi da mercanti, notai, e cambiavalute. Nel 1700 l'attività e le contrattazioni ebbero come luoghi gli scagni privati, a Palazzo San Giorgio e sempre a Piazza Banchi. Nel 1822 fu istituita dalla Camera di Commercio una commissione per fissare in base alla media dei prezzi contrattati i cambi tra Genova e le più importanti piazze commerciali europee. Il 1840 vide dopo il restauro della Loggia di Banchi l'edificio dedicato alle contrattazioni di Borsa con un primo regolamento camerale, col 1845 si ebbe il primo listino il Corso dei cambi con le quotazioni di titoli di stato e delle azioni. Nel 1855, viene ufficializzata da un decreto di Cavour la nascita della Borsa di commercio nella Loggia di Banchi e nel Palazzo Senarega  amministrata dalla Camera di Commercio di Genova, in cui erano gli operatori i sensali e gli agenti di cambio autorizzati, che fecero erigere un monumento a Cavour nella Loggia dallo scultore Vincenzo Vela, poi distrutto nel 1942 da un bombardamento.
Il 27 giugno 1905 nacque la società Nuova Borsa per la costruzione del palazzo che costò sette milioni di lire dell'epoca.. Nel 1912, la Borsa delle Merci rimase nella Loggia di Banchi, ove resterà sino al 1985, mentre la Borsa Valori si trasferì in Piazza De Ferrari, nel nuovo palazzo, appena costruito. Venne inaugurato il 20 luglio 1912. Fu evento di rilevanza nazionale. Durante le tre giornate furono presenti agenti di cambio da tutto il paese in cui le borse si fermarono per tre giorni e Francesco Saverio Nitti ministro dell’agricoltura, industria e commercio del quarto governo Giolitti, Francesco Tedesco, ministro del tesoro e Teobaldo Calissano, ministro delle Poste e Telegrafi. Tra le altre autorità il marchese Giorgio Doria, in rappresentanza del sindaco Giacomo Grasso, l'allora presidente della camera di commercio Carlo Dané e Nino Ronco, presidente del consorzio del porto e il marchese Giacomo Filippo Durazzo Pallavicini e il presidente del sindacato degli agenti di cambio Giacomo Richini.

### La progettazione e costruzione del palazzo

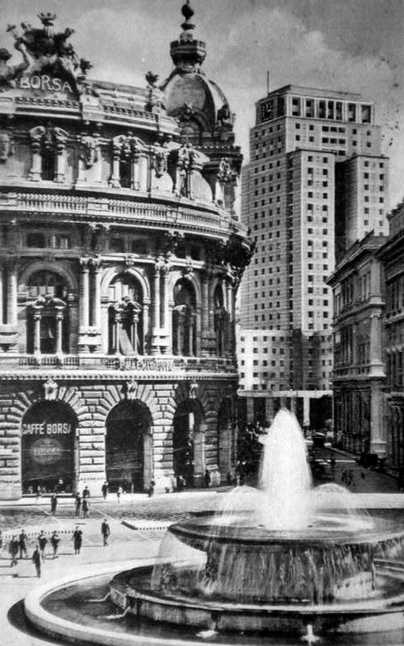
Il Palazzo alla fine degli anni '40

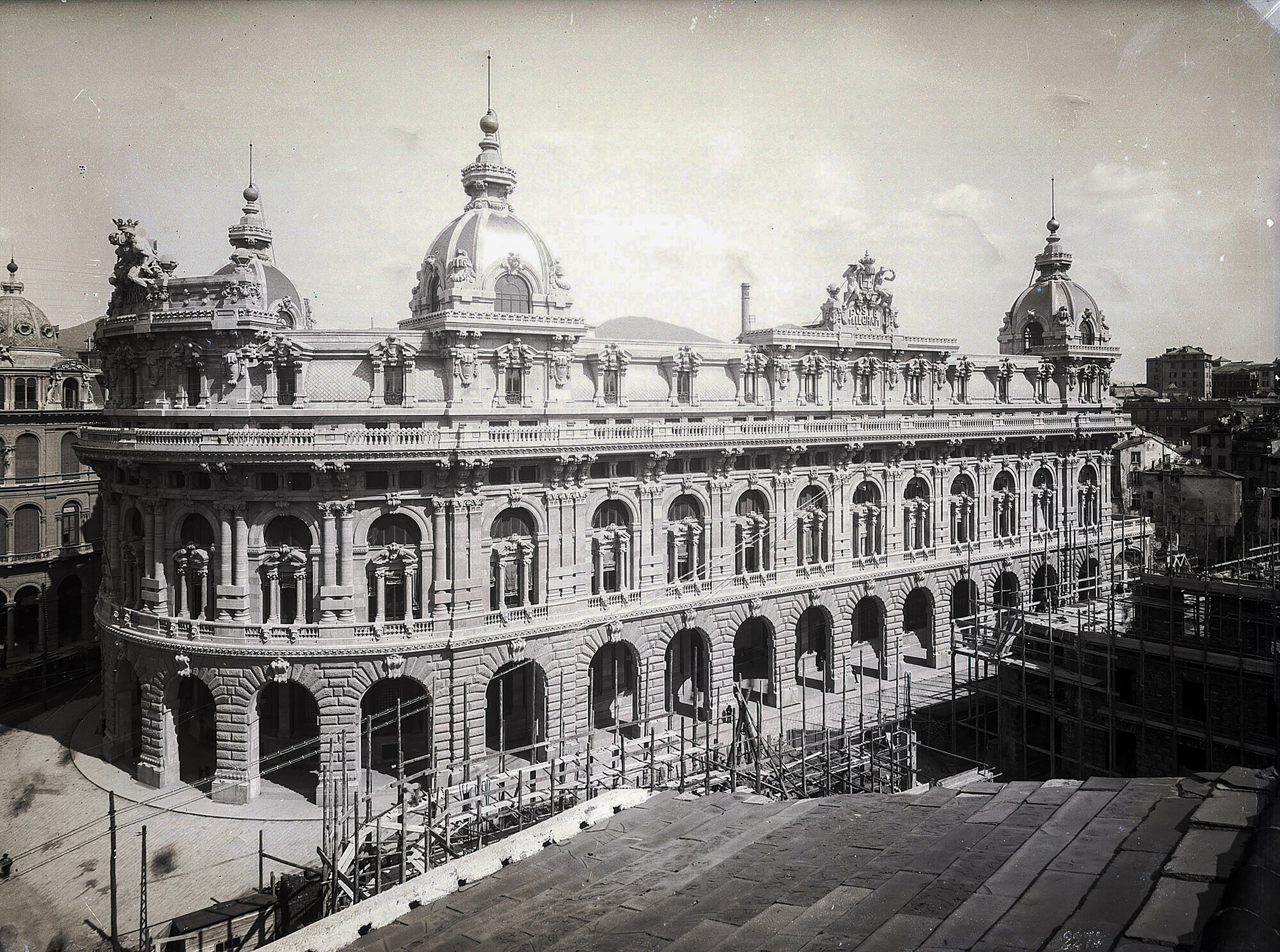
Il palazzo in una foto di Carlo Paganini poco dopo la sua edificazione, si nota sulla destra il Palazzo della Banca d'Italia ancora in costruzione

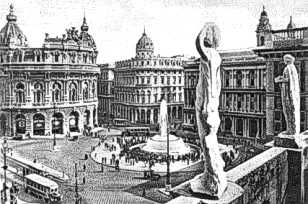
Il Palazzo sulla Piazza De Ferrari in una cartolina della seconda metà degli anni '30

Il palazzo della nuova borsa fu realizzato su progetto di Dario Carbone e per gli interni di Adolfo Coppedè. L'area fu comperata dalla Società Nuova Borsa, al costo di 2 milioni di Lire, nel 1906. L'edificazione del palazzo fu appaltata alla Società AEDES che utilizzò il cemento armato della Società Porcheddu di Giovanni Antonio Porcheddu di Torino con il sistema Hennebique.
Nel 1910, tutta l'area avrà in quegli anni un'importante riqualificazione urbanistica, che ne cambiò l'aspetto e le funzioni. Il vecchio quartiere di Ponticello venne demolito con altri, come sbancata la collina, demolito il convento e la chiesa di S.Andrea e la via del colle (A Chêullia). Nasceranno via Dante i suoi palazzi, la piazza De Ferrari e via XX Settembre il nuovo moderno centro cittadino.
La facciata imponente e monumentale con pilastri a bugnato ed ha una forma arrotondata e rosata in stile neo-cinquecentesco atto per Carbone a esaltare il fasto della committenza. La facciata è rivestita in marmo rosso di Verona e pietra rossastra di Filettole e verso la piazza De Ferrari ha un gigantesco frontone con la scritta Borsa, in colore dorato come le cupole del palazzo.
Fu invece Adolfo Coppedè ad occuparsi dell'architettura degli interni, fratello di Gino Coppedè che a Genova in quegli anni aveva iniziato a diffondere lo stile Liberty e il cosiddetto stile Coppedè che poi sarebbe approdato nella capitale e che lo avrebbe visto ideatore della cittadella dell'Esposizione Internazionale di Genova del 1914.

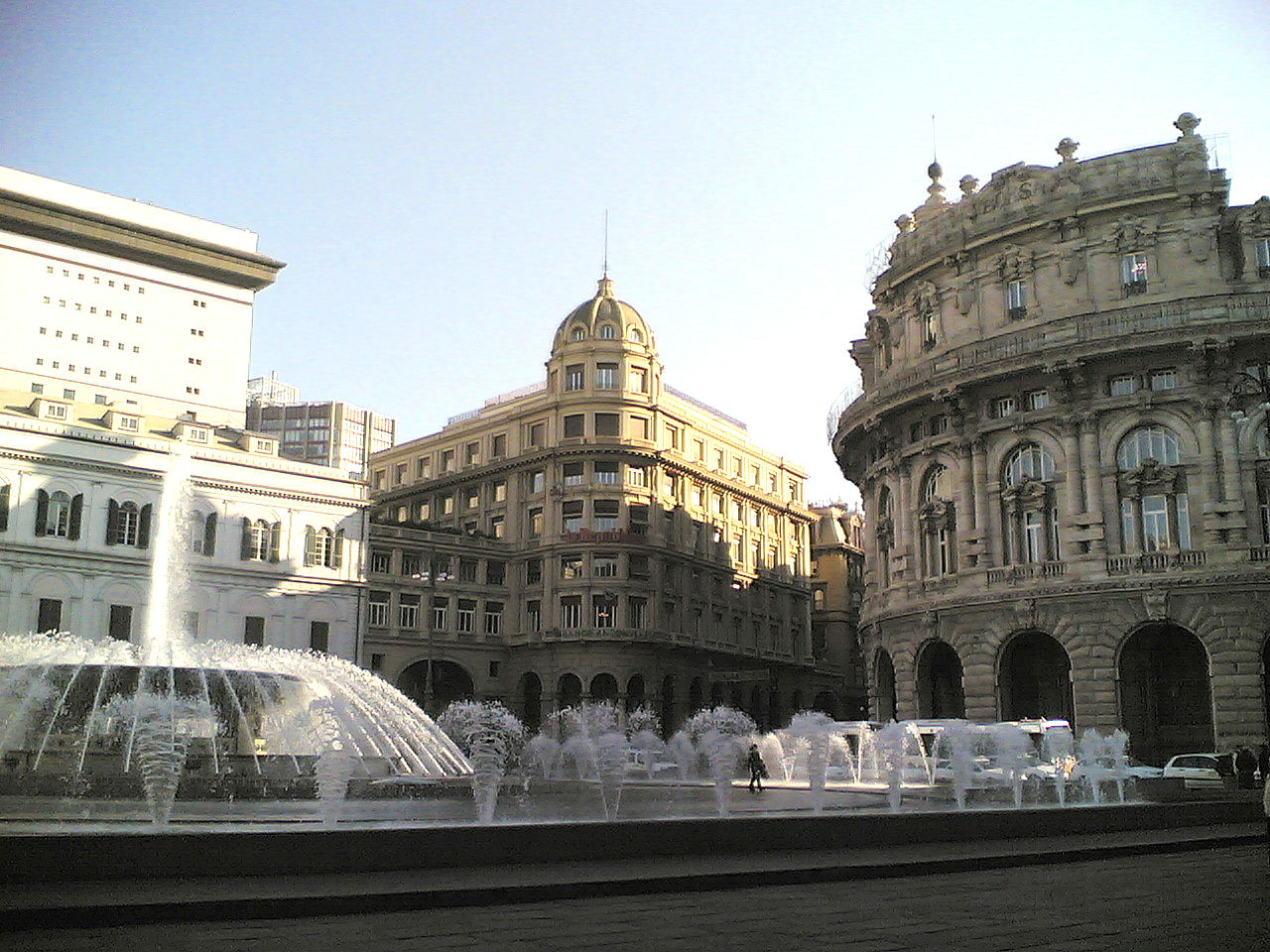
Il palazzo, sulla Piazza come è oggi

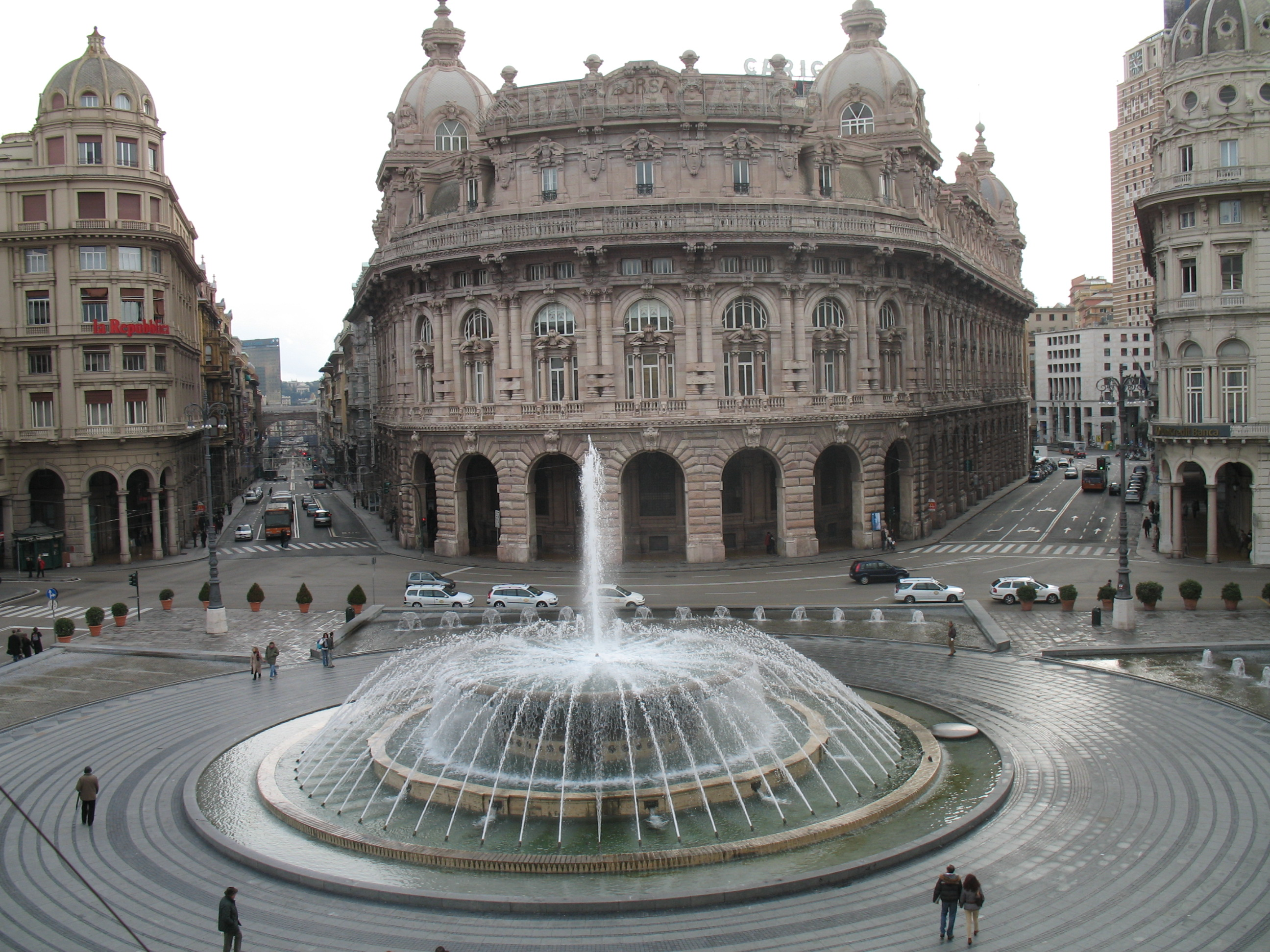
Il palazzo, sulla Piazza come è oggi

All'interno è La sala delle grida di 960 m², la più grande in Italia all'epoca in cui venne costruita, attorniata da trentanove scagni per le contrattazioni degli agenti di borsa e banchieri e da diciotto giganteschi candelabri in bronzo, oggi rimasti sedici, alti tre metri e disegnati da Adolfo Coppedé che li volle realizzati dalle Fonderie del Pignone; al centro il Coppedè volle realizzare un grande salone a forma di ellisse con colonne di marmo a sostenere una cupola con un lucernario sul quale sono l'immagine di San Giorgio e il drago, motivo ripreso sulla gigantesca cancellata di ferro lavorato ove appunto sono sempre l'immagine di San Giorgio e il drago. Le finestre rotonde tipicamente in stile Liberty furono dipinte dal pittore fiorentino Salvino Tafanari.

## Dagli anni '90 a oggi
Altra sala è la sala del Telegrafo dove era un impianto telegrafico e un servizio telefonico internazionale per gli operatori.
Con l'informatizzazione degli scambi e il passaggio al sistema telematico, la borsa genovese vide l'ultima chiamata alle grida il 28 febbraio 1994 e la Sala delle Grida chiuse il 5 settembre del 1998. Successivamente la Camera di Commercio di Genova con la Fondazione CARIGE realizzarono interventi di restauro.
Dopo la chiusura delle attività borsistiche, la Sala delle Grida è utilizzata come spazio espositivo e attrezzato per lo svolgimento di convegni e mostre, così come gli scagni. che possono essere utilizzati come aree espositive, mentre la Sala del Telegrafo può funzionare da area per catering.

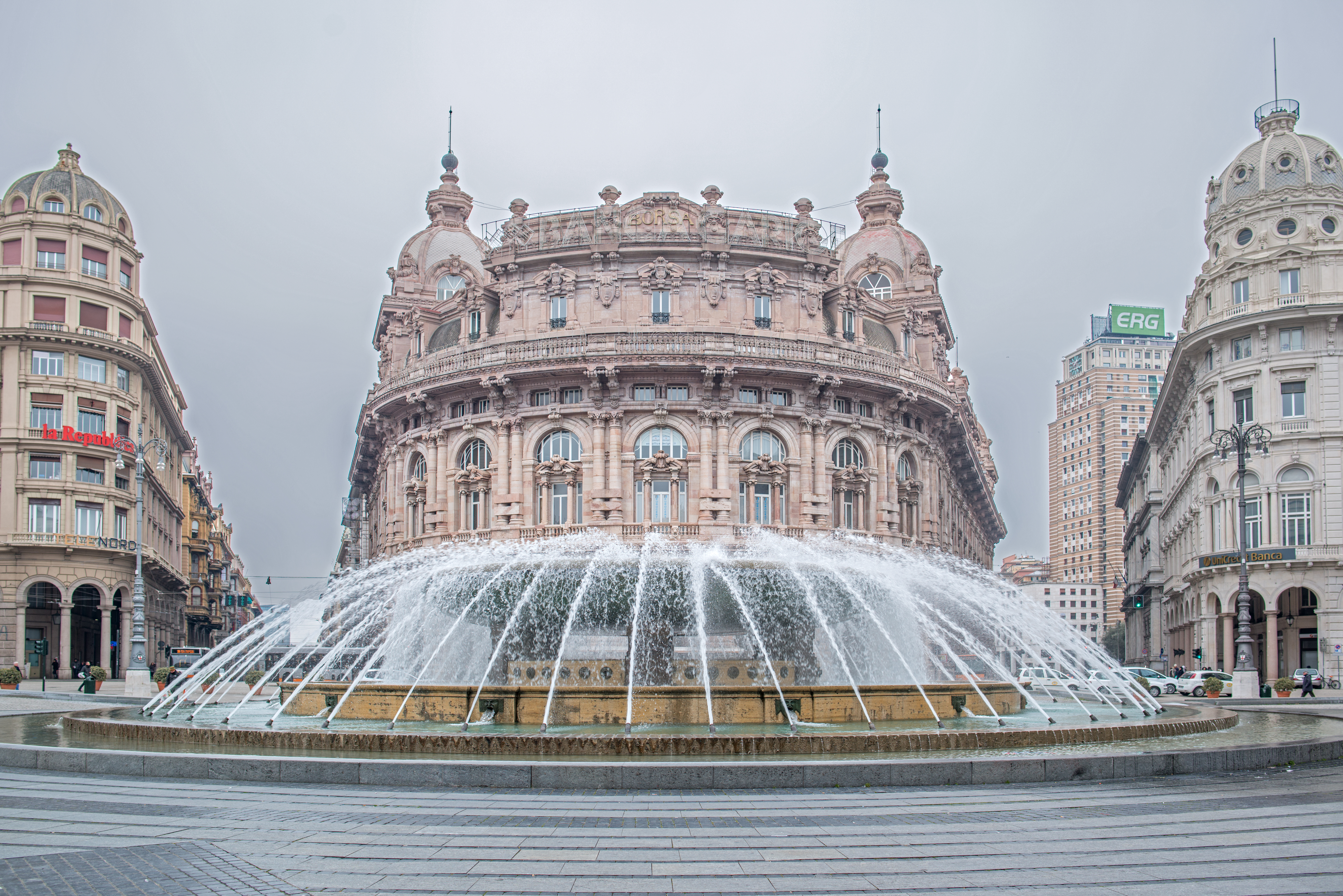
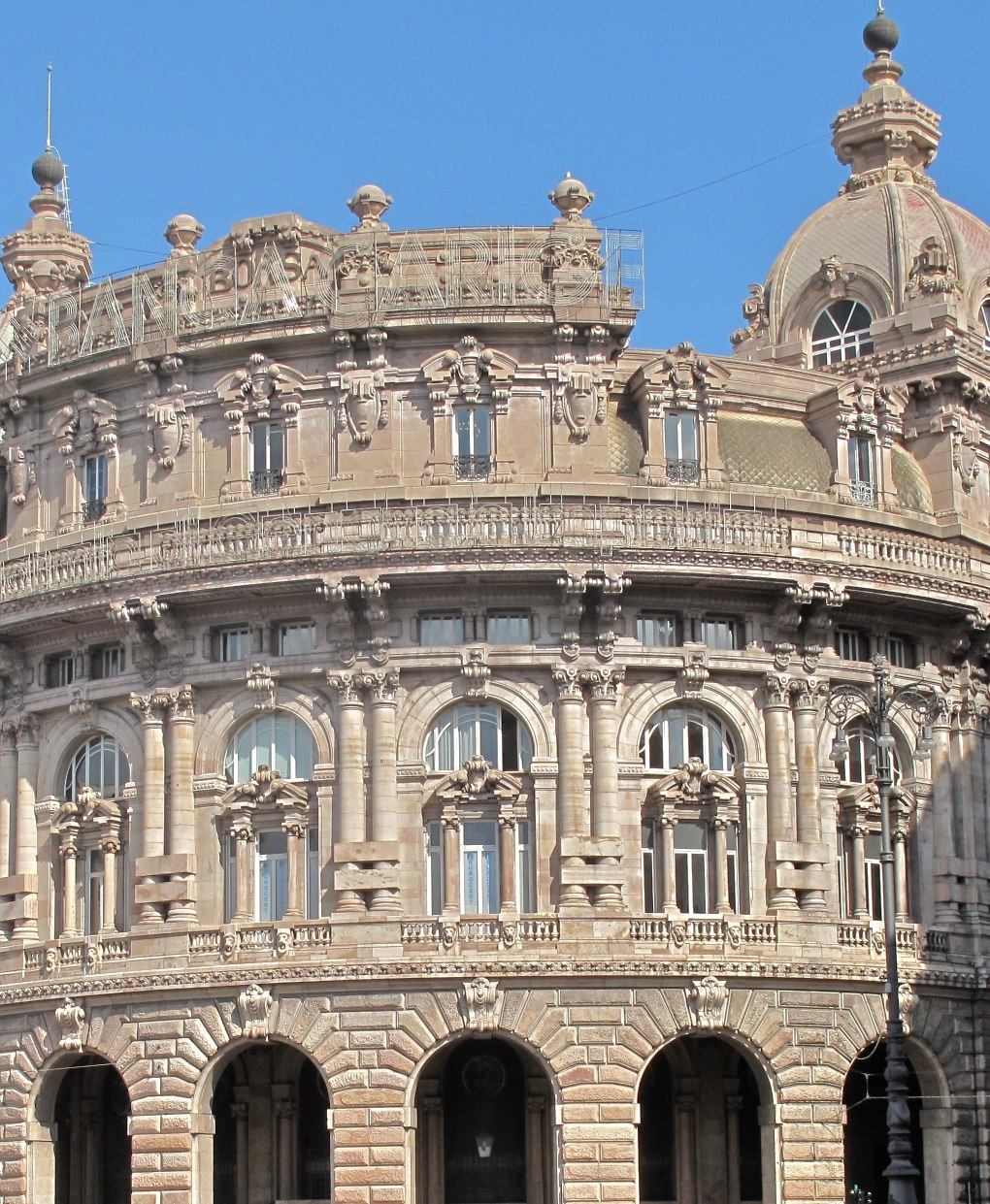
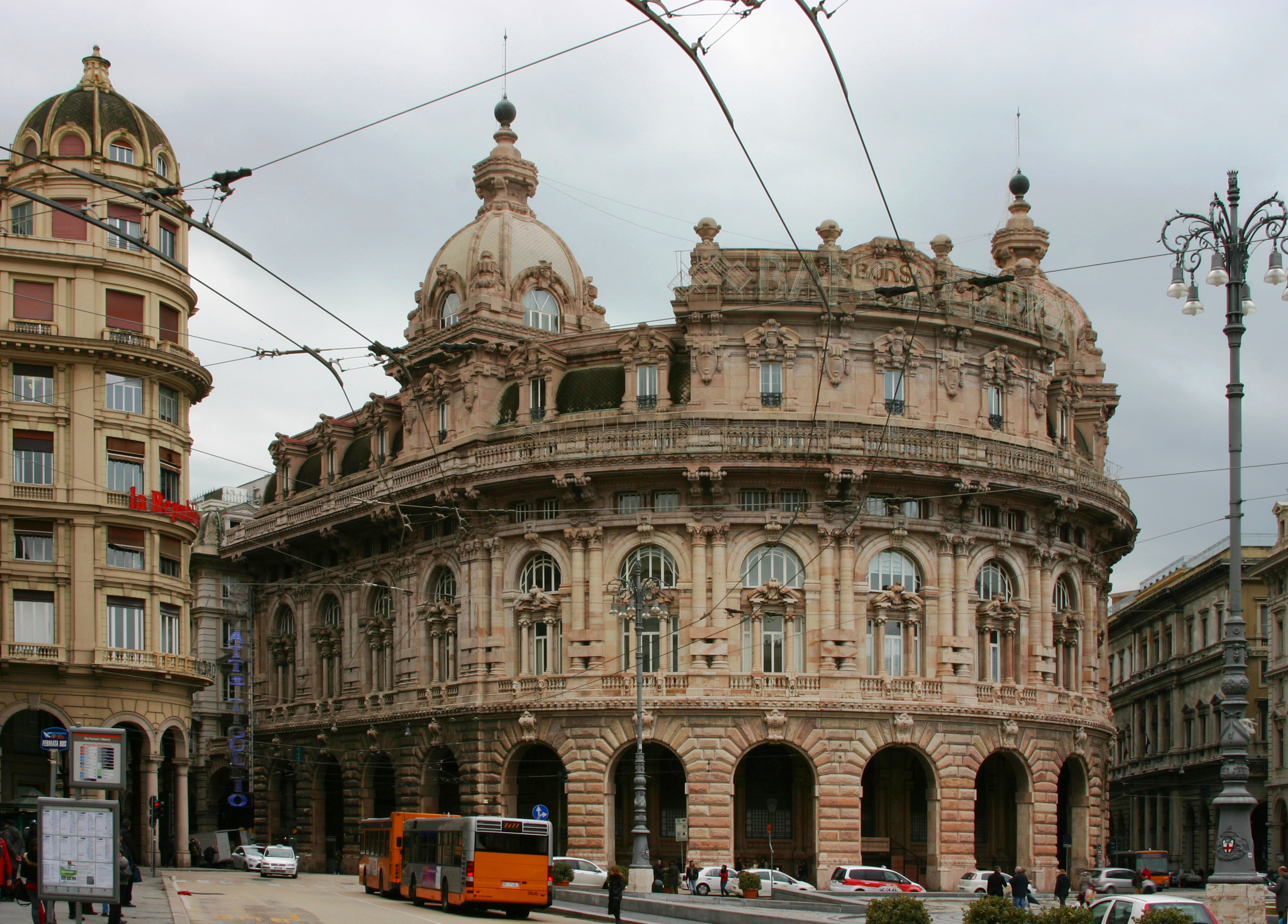